# Wereldbeker schansspringen 2022/2023
De wereldbeker schansspringen 2022/2023 ging van start op 5 november 2022 in het Poolse Wisła en eindigde op 2 april 2023 in het Sloveense Planica.
Dit schansspringseizoen telde verschillende hoogtepunten, zo waren er het vierschansentoernooi en de wereldkampioenschappen schansspringen. De schansspringer die op het einde van het seizoen de meeste punten had verzameld, won de algemene wereldbeker. De wedstrijden op de Olympische Winterspelen en de wereldkampioenschappen tellen niet mee voor de algemene wereldbeker. 

## Mannen

### Kalender
| Datum                                                                                 | Plaats                          | Schans                          | Opmerking                       | Eerste                                                                   | Tweede                                                 | Derde                                                                                        |
| ------------------------------------------------------------------------------------- | ------------------------------- | ------------------------------- | ------------------------------- | ------------------------------------------------------------------------ | ------------------------------------------------------ | -------------------------------------------------------------------------------------------- |
| 05/11/2022                                                                            | Wisła                           | HS134                           | Matten                          | Dawid Kubacki                                                            | Halvor Egner Granerud                                  | Stefan Kraft                                                                                 |
| 06/11/2022                                                                            | Wisła                           | HS134                           | Matten                          | Dawid Kubacki                                                            | Anže Lanišek                                           | Marius Lindvik                                                                               |
| 26/11/2022                                                                            | Kuusamo                         | HS142                           |                                 | Anže Lanišek                                                             | Stefan Kraft                                           | Piotr Żyła                                                                                   |
| 27/11/2022                                                                            | Kuusamo                         | HS142                           |                                 | Stefan Kraft Halvor Egner Granerud                                       |                                                        | Naoki Nakamura                                                                               |
| 09/12/2022                                                                            | Titisee-Neustadt                | HS142                           |                                 | Anže Lanišek                                                             | Dawid Kubacki                                          | Karl Geiger                                                                                  |
| 11/12/2022                                                                            | Titisee-Neustadt                | HS142                           |                                 | Dawid Kubacki                                                            | Anže Lanišek                                           | Stefan Kraft                                                                                 |
| 17/12/2022                                                                            | Engelberg                       | HS140                           |                                 | Anže Lanišek                                                             | Dawid Kubacki                                          | Piotr Żyła                                                                                   |
| 18/12/2022                                                                            | Engelberg                       | HS140                           |                                 | Dawid Kubacki                                                            | Manuel Fettner                                         | Anže Lanišek                                                                                 |
| Vierschansentoernooi 2023                                                             |                                 |                                 |                                 |                                                                          |                                                        |                                                                                              |
| 29/12/2022                                                                            | Oberstdorf                      | HS137                           |                                 | Halvor Egner Granerud                                                    | Piotr Żyła                                             | Dawid Kubacki                                                                                |
| 01/01/2023                                                                            | Garmisch-Partenkirchen          | HS142                           |                                 | Halvor Egner Granerud                                                    | Anže Lanišek                                           | Dawid Kubacki                                                                                |
| 04/01/2023                                                                            | Innsbruck                       | HS130                           |                                 | Dawid Kubacki                                                            | Halvor Egner Granerud                                  | Anže Lanišek                                                                                 |
| 06/01/2023                                                                            | Bischofshofen                   | HS142                           |                                 | Halvor Egner Granerud                                                    | Anže Lanišek                                           | Dawid Kubacki                                                                                |
| Eindstand Vierschansentoernooi:                                                       | Eindstand Vierschansentoernooi: | Eindstand Vierschansentoernooi: | Eindstand Vierschansentoernooi: | Halvor Egner Granerud                                                    | Dawid Kubacki                                          | Anže Lanišek                                                                                 |
| 14/01/2023                                                                            | Zakopane                        | HS140                           | Team                            | Oostenrijk Daniel Tschofenig Michael Hayböck Manuel Fettner Stefan Kraft | Polen Kamil Stoch Piotr Żyła Paweł Wąsek Dawid Kubacki | Duitsland Markus Eisenbichler Philipp Raimund Karl Geiger Andreas Wellinger                  |
| 15/01/2023                                                                            | Zakopane                        | HS140                           |                                 | Halvor Egner Granerud                                                    | Dawid Kubacki                                          | Stefan Kraft                                                                                 |
| 20/01/2023                                                                            | Sapporo                         | HS137                           |                                 | Ryoyu Kobayashi                                                          | Dawid Kubacki                                          | Halvor Egner Granerud                                                                        |
| 21/01/2023                                                                            | Sapporo                         | HS137                           |                                 | Stefan Kraft                                                             | Halvor Egner Granerud                                  | Ryoyu Kobayashi                                                                              |
| 22/01/2023                                                                            | Sapporo                         | HS137                           |                                 | Ryoyu Kobayashi                                                          | Halvor Egner Granerud                                  | Markus Eisenbichler                                                                          |
| 28/01/2023                                                                            | Bad Mitterndorf                 | HS225                           | Skivliegen                      | Halvor Egner Granerud                                                    | Stefan Kraft                                           | Domen Prevc                                                                                  |
| 29/01/2023                                                                            | Bad Mitterndorf                 | HS225                           | Skivliegen                      | Halvor Egner Granerud                                                    | Timi Zajc                                              | Stefan Kraft                                                                                 |
| 04/02/2023                                                                            | Willingen                       | HS147                           |                                 | Halvor Egner Granerud                                                    | Anže Lanišek                                           | Dawid Kubacki                                                                                |
| 05/02/2023                                                                            | Willingen                       | HS147                           |                                 | Halvor Egner Granerud                                                    | Ryoyu Kobayashi                                        | Daniel-André Tande                                                                           |
| 11/02/2023                                                                            | Lake Placid                     | HS128                           |                                 | Andreas Wellinger                                                        | Ryoyu Kobayashi                                        | Daniel Tschofenig                                                                            |
| 11/02/2023                                                                            | Lake Placid                     | HS128                           | Superteam                       | Polen Piotr Żyła Dawid Kubacki                                           | Oostenrijk Daniel Tschofenig Stefan Kraft              | Japan Naoki Nakamura Ryoyu Kobayashi                                                         |
| 12/02/2023                                                                            | Lake Placid                     | HS128                           |                                 | Halvor Egner Granerud                                                    | Andreas Wellinger                                      | Stefan Kraft                                                                                 |
| 18/02/2023                                                                            | Râșnov                          | HS97                            |                                 | Andreas Wellinger                                                        | Žiga Jelar                                             | Karl Geiger                                                                                  |
| 19/02/2023                                                                            | Râșnov                          | HS97                            | Superteam                       | Duitsland Karl Geiger Andreas Wellinger                                  | Slovenië Maksim Bartolj Žiga Jelar                     | Oostenrijk Philipp Aschenwald Clemens Aigner                                                 |
| 21 februari tot en met 6 maart: Wereldkampioenschappen schansspringen 2023 in Planica |                                 |                                 |                                 |                                                                          |                                                        |                                                                                              |
| Raw Air 2023                                                                          |                                 |                                 |                                 |                                                                          |                                                        |                                                                                              |
| 11/03/2023                                                                            | Oslo                            | HS134                           | Avond                           | Anže Lanišek                                                             | Stefan Kraft                                           | Karl Geiger                                                                                  |
| 12/03/2023                                                                            | Oslo                            | HS134                           |                                 | Stefan Kraft                                                             | Anže Lanišek                                           | Dawid Kubacki                                                                                |
| 14/03/2023                                                                            | Lillehammer                     | HS140                           |                                 | Halvor Egner Granerud                                                    | Stefan Kraft                                           | Manuel Fettner                                                                               |
| 16/03/2023                                                                            | Lillehammer                     | HS140                           |                                 | Dawid Kubacki                                                            | Anže Lanišek                                           | Daniel Tschofenig                                                                            |
| 18/03/2023                                                                            | Vikersund                       | HS225                           | Skivliegen                      | Halvor Egner Granerud                                                    | Stefan Kraft                                           | Daniel Tschofenig                                                                            |
| 19/03/2023                                                                            | Vikersund                       | HS225                           | Skivliegen                      | Stefan Kraft                                                             | Halvor Egner Granerud                                  | Anže Lanišek                                                                                 |
| Eindklassement Raw Air:                                                               | Eindklassement Raw Air:         | Eindklassement Raw Air:         | Eindklassement Raw Air:         | Halvor Egner Granerud                                                    | Stefan Kraft                                           | Anže Lanišek                                                                                 |
| 25/03/2023                                                                            | Lahti                           | HS130                           | Team                            | Oostenrijk Daniel Tschofenig Michael Hayböck Jan Hörl Stefan Kraft       | Slovenië Lovro Kos Domen Prevc Timi Zajc Anže Lanišek  | Polen Piotr Żyła Paweł Wąsek Aleksander Zniszczoł Kamil Stoch                                |
| 26/03/2023                                                                            | Lahti                           | HS130                           |                                 | Ryoyu Kobayashi                                                          | Stefan Kraft                                           | Karl Geiger                                                                                  |
| 31/03/2023                                                                            | Planica                         | HS240                           | Skivliegen                      | Stefan Kraft                                                             | Anže Lanišek                                           | Piotr Żyła                                                                                   |
| 01/04/2023                                                                            | Planica                         | HS240                           | Skivliegen Team                 | Oostenrijk Daniel Tschofenig Michael Hayböck Jan Hörl Stefan Kraft       | Slovenië Lovro Kos Domen Prevc Timi Zajc Anže Lanišek  | Noorwegen Johann André Forfang Bendik Jakobsen Heggli Robert Johansson Halvor Egner Granerud |
| 02/04/2023                                                                            | Planica                         | HS240                           | Skivliegen                      | Timi Zajc                                                                | Anže Lanišek                                           | Stefan Kraft                                                                                 |

### Eindstanden
| Wereldbeker algemeen | Wereldbeker algemeen  | Wereldbeker algemeen | Wereldbeker algemeen |
| #                    | Naam                  | Land                 | Punten               |
| -------------------- | --------------------- | -------------------- | -------------------- |
| 1                    | Halvor Egner Granerud | NOR                  | 2128                 |
| 2                    | Stefan Kraft          | AUT                  | 1790                 |
| 3                    | Anže Lanišek          | SLO                  | 1679                 |
| 4                    | Dawid Kubacki         | POL                  | 1592                 |
| 5                    | Ryoyu Kobayashi       | JPN                  | 1065                 |
| 6                    | Piotr Żyła            | POL                  | 984                  |
| 7                    | Andreas Wellinger     | GER                  | 902                  |
| 8                    | Timi Zajc             | SLO                  | 853                  |
| 9                    | Daniel Tschofenig     | AUT                  | 851                  |
| 10                   | Manuel Fettner        | AUT                  | 755                  |

| Wereldbeker skivliegen | Wereldbeker skivliegen | Wereldbeker skivliegen | Wereldbeker skivliegen |
| #                      | Naam                   | Land                   | Punten                 |
| ---------------------- | ---------------------- | ---------------------- | ---------------------- |
| 1                      | Stefan Kraft           | AUT                    | 480                    |
| 2                      | Halvor Egner Granerud  | NOR                    | 450                    |
| 3                      | Anže Lanišek           | SLO                    | 314                    |
| 4                      | Timi Zajc              | SLO                    | 311                    |
| 5                      | Domen Prevc            | SLO                    | 237                    |
| 6                      | Jan Hörl               | AUT                    | 213                    |
| 7                      | Piotr Żyła             | POL                    | 210                    |
| 8                      | Ryoyu Kobayashi        | JPN                    | 164                    |
| 9                      | Andreas Wellinger      | GER                    | 161                    |
| 10                     | Daniel Tschofenig      | AUT                    | 140                    |

## Vrouwen

### Kalender
| Datum                                                                                 | Plaats                            | Schans                            | Opmerking                         | Eerste                                  | Tweede                                          | Derde                                      |
| ------------------------------------------------------------------------------------- | --------------------------------- | --------------------------------- | --------------------------------- | --------------------------------------- | ----------------------------------------------- | ------------------------------------------ |
| 05/11/2022                                                                            | Wisła                             | HS134                             | Matten                            | Silje Opseth                            | Marita Kramer                                   | Eva Pinkelnig                              |
| 06/11/2022                                                                            | Wisła                             | HS134                             | Matten                            | Eva Pinkelnig                           | Katharina Althaus                               | Frida Westman                              |
| 03/12/2022                                                                            | Lillehammer                       | HS98                              |                                   | Katharina Althaus                       | Eva Pinkelnig                                   | Marita Kramer                              |
| 04/12/2022                                                                            | Lillehammer                       | HS140                             |                                   | Silje Opseth                            | Anna Odine Strøm                                | Eva Pinkelnig                              |
| 11/12/2022                                                                            | Titisee-Neustadt                  | HS142                             |                                   | Katharina Althaus                       | Silje Opseth                                    | Urša Bogataj                               |
| Silvestertoernooi 2023                                                                |                                   |                                   |                                   |                                         |                                                 |                                            |
| 28/12/2022                                                                            | Villach                           | HS98                              |                                   | Eva Pinkelnig                           | Anna Odine Strøm                                | Nika Križnar                               |
| 29/12/2022                                                                            | Villach                           | HS98                              |                                   | Eva Pinkelnig                           | Katharina Althaus                               | Nika Križnar                               |
| 31/12/2022                                                                            | Ljubno                            | HS94                              |                                   | Anna Odine Strøm                        | Eva Pinkelnig                                   | Katharina Althaus                          |
| 01/01/2023                                                                            | Ljubno                            | HS94                              |                                   | Eva Pinkelnig                           | Anna Odine Strøm                                | Selina Freitag                             |
| Eindklassement Silvestertoernooi:                                                     | Eindklassement Silvestertoernooi: | Eindklassement Silvestertoernooi: | Eindklassement Silvestertoernooi: | Eva Pinkelnig                           | Anna Odine Strøm                                | Nika Križnar                               |
| 07/01/2023                                                                            | Sapporo                           | HS137                             |                                   | Katharina Althaus                       | Ema Klinec                                      | Eva Pinkelnig                              |
| 08/01/2023                                                                            | Sapporo                           | HS137                             |                                   | Silje Opseth                            | Ema Klinec                                      | Eva Pinkelnig                              |
| 13/01/2023                                                                            | Yamagata                          | HS102                             |                                   | Alexandria Loutitt                      | Eva Pinkelnig                                   | Chiara Kreuzer                             |
| 14/01/2023                                                                            | Yamagata                          | HS102                             | Superteam                         | Oostenrijk Chiara Kreuzer Eva Pinkelnig | Noorwegen Thea Minyan Bjørseth Anna Odine Strøm | Duitsland Katharina Althaus Selina Freitag |
| 15/01/2023                                                                            | Yamagata                          | HS102                             |                                   | Eva Pinkelnig                           | Selina Freitag                                  | Anna Odine Strøm                           |
| 28/01/2023                                                                            | Hinterzarten                      | HS111                             |                                   | Katharina Althaus                       | Ema Klinec                                      | Abigail Strate                             |
| 29/01/2023                                                                            | Hinterzarten                      | HS111                             |                                   | Anna Odine Strøm                        | Ema Klinec                                      | Eva Pinkelnig                              |
| 04/02/2023                                                                            | Willingen                         | HS147                             |                                   | Katharina Althaus                       | Ema Klinec                                      | Sara Takanashi                             |
| 05/02/2023                                                                            | Willingen                         | HS147                             |                                   | Yuki Ito                                | Nozomi Maruyama                                 | Sara Takanashi                             |
| 10/02/2023                                                                            | Hinzenbach                        | HS90                              |                                   | Eva Pinkelnig                           | Ema Klinec                                      | Nika Prevc                                 |
| 11/02/2023                                                                            | Hinzenbach                        | HS90                              |                                   | Chiara Kreuzer                          | Eva Pinkelnig                                   | Nozomi Maruyama                            |
| 17/02/2023                                                                            | Râșnov                            | HS97                              |                                   | Katharina Althaus                       | Eva Pinkelnig                                   | Eirin Maria Kvandal                        |
| 18/02/2023                                                                            | Râșnov                            | HS97                              |                                   | Anna Odine Strøm                        | Eva Pinkelnig                                   | Julia Mühlbacher                           |
| 21 februari tot en met 6 maart: Wereldkampioenschappen schansspringen 2023 in Planica |                                   |                                   |                                   |                                         |                                                 |                                            |
| Raw Air 2023                                                                          |                                   |                                   |                                   |                                         |                                                 |                                            |
| 11/03/2023                                                                            | Oslo                              | HS134                             |                                   | Chiara Kreuzer                          | Ema Klinec                                      | Anna Odine Strøm                           |
| 12/03/2023                                                                            | Oslo                              | HS134                             |                                   | Ema Klinec                              | Chiara Kreuzer                                  | Anna Odine Strøm                           |
| 14/03/2023                                                                            | Lillehammer                       | HS140                             |                                   | Silje Opseth                            | Selina Freitag                                  | Ema Klinec                                 |
| 16/03/2023                                                                            | Lillehammer                       | HS140                             |                                   | Katharina Althaus                       | Alexandria Loutitt                              | Eva Pinkelnig                              |
| Eindklassement Raw Air:                                                               | Eindklassement Raw Air:           | Eindklassement Raw Air:           | Eindklassement Raw Air:           | Ema Klinec                              | Katharina Althaus                               | Selina Freitag                             |
| 19/03/2023                                                                            | Vikersund                         | HS225                             | Skivliegen                        | Ema Klinec                              | Silje Opseth                                    | Yuki Ito                                   |
| 24/03/2023                                                                            | Lahti                             | HS130                             |                                   | Yuki Ito                                | Anna Odine Strøm                                | Katharina Althaus                          |

### Eindstand
| #  | Naam              | Land | Punten |
| -- | ----------------- | ---- | ------ |
| 1  | Eva Pinkelnig     | AUT  | 1662   |
| 2  | Katharina Althaus | GER  | 1497   |
| 3  | Ema Klinec        | SLO  | 1281   |
| 4  | Anna Odine Strøm  | NOR  | 1278   |
| 5  | Selina Freitag    | GER  | 958    |
| 6  | Chiara Kreuzer    | AUT  | 924    |
| 7  | Silje Opseth      | NOR  | 837    |
| 8  | Yuki Ito          | JPN  | 766    |
| 9  | Nika Križnar      | SLO  | 741    |
| 10 | Sara Takanashi    | JPN  | 674    |

## Gemengd

### Kalender
| Datum                                                                                 | Plaats           | Schans | Opmerking | Eerste                                                                       | Tweede                                                                               | Derde                                                                    |
| ------------------------------------------------------------------------------------- | ---------------- | ------ | --------- | ---------------------------------------------------------------------------- | ------------------------------------------------------------------------------------ | ------------------------------------------------------------------------ |
| 10/12/2022                                                                            | Titisee-Neustadt | HS142  | Team      | Oostenrijk Marita Kramer Michael Hayböck Eva Pinkelnig Stefan Kraft          | Noorwegen Anna Odine Strøm Bendik Jakobsen Heggli Silje Opseth Halvor Egner Granerud | Duitsland Selina Freitag Constantin Schmid Katharina Althaus Karl Geiger |
| 21 februari tot en met 6 maart: Wereldkampioenschappen schansspringen 2023 in Planica |                  |        |           |                                                                              |                                                                                      |                                                                          |
| 03/02/2023                                                                            | Willingen        | HS147  | Team      | Noorwegen Anna Odine Strøm Marius Lindvik Silje Opseth Halvor Egner Granerud | Oostenrijk Chiara Kreuzer Jan Hörl Eva Pinkelnig Stefan Kraft                        | Duitsland Selina Freitag Karl Geiger Katharina Althaus Andreas Wellinger |